# Edgars Vinters
Edgars Vinters (Riga, 22 de setembre de 1919 - 29 d'abril de 2014) fou un pintor letó.

## Obra
Vinters pintava objectivament, per damunt de tot la pintura de paisatges. Els primers treballs de la seva infància i joventut van ser fets amb llapis i ploma de tinta, més tard, durant un breu període va fer obres de gravats en linòleum i llapis pastel i després va trobar el seu mitjà de treball en la pintura, principalment a pintura a l'oli. Amb freqüència, en el seu ofici va fer aquarel·les i com una especialitat durant els anys 70, monotips. Però la pintura d'oli es va mantenir com el seu mitjà principal d'expressió per a les seves interpretacions dels seus paisatges letons durant les estacions, de flors i paisatges urbans.
Durant l'època de l'ocupació alemanya a Letònia, Vinters va publicar dibuixos i [quarel·les en revistes alemanyes.

## Galeria

Gallery
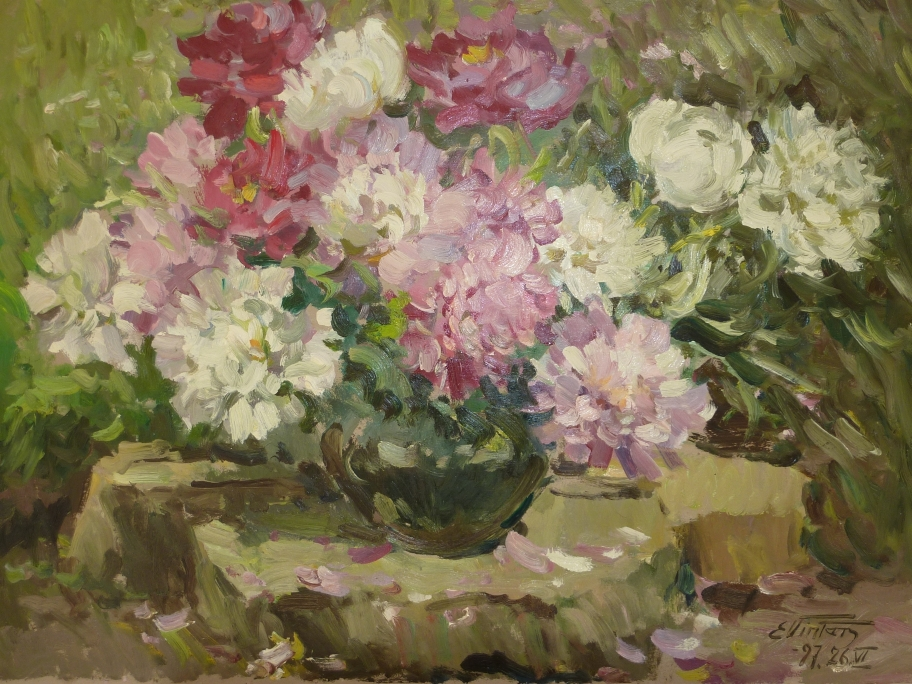
Edgars Vinters, Peonies, 1997 (Hans Joachim Gerber collection)
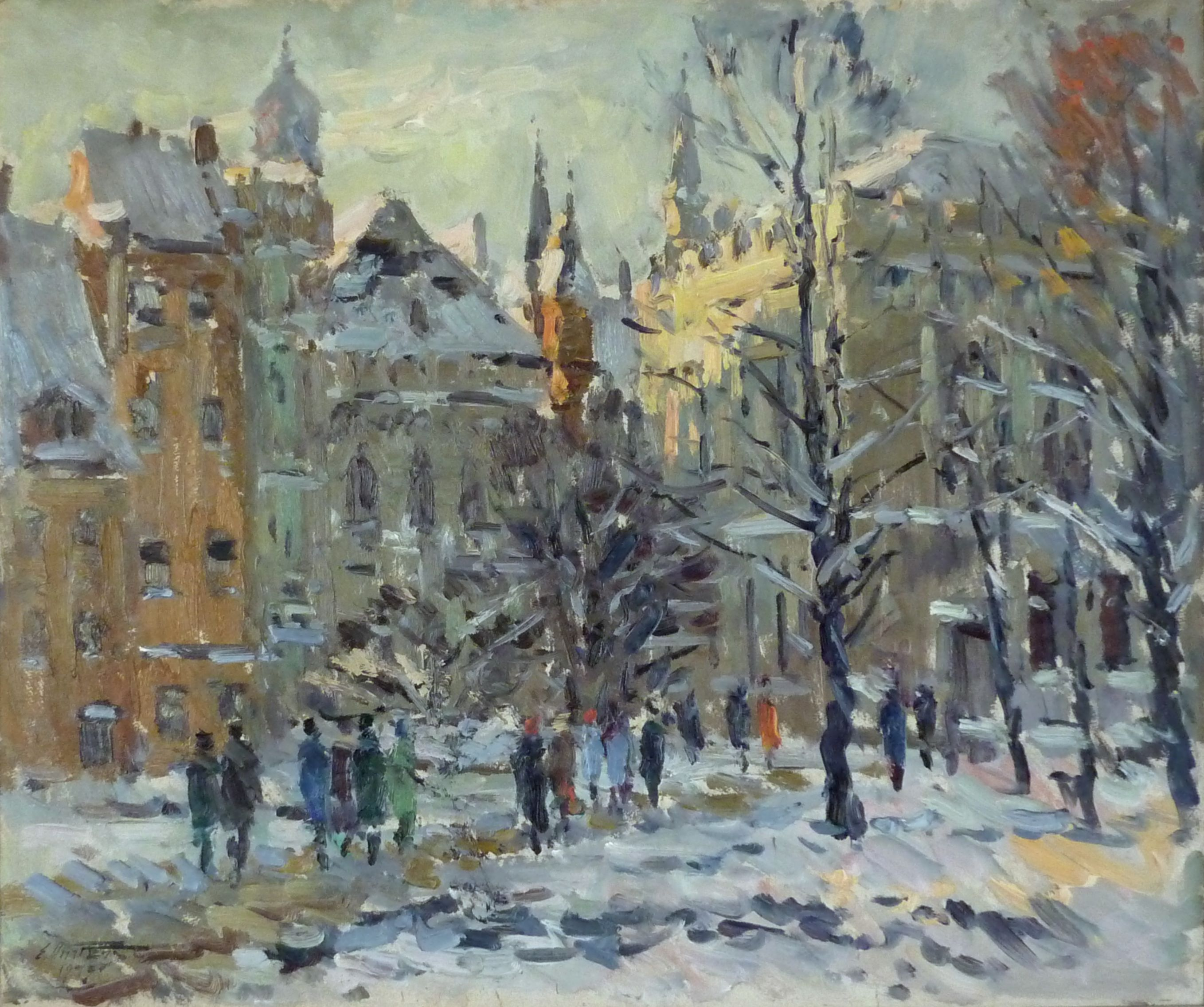
Edgars Vinters, An afternoon at the lower and upper guild, Riga, 1975(Hans Joachim Gerber collection)
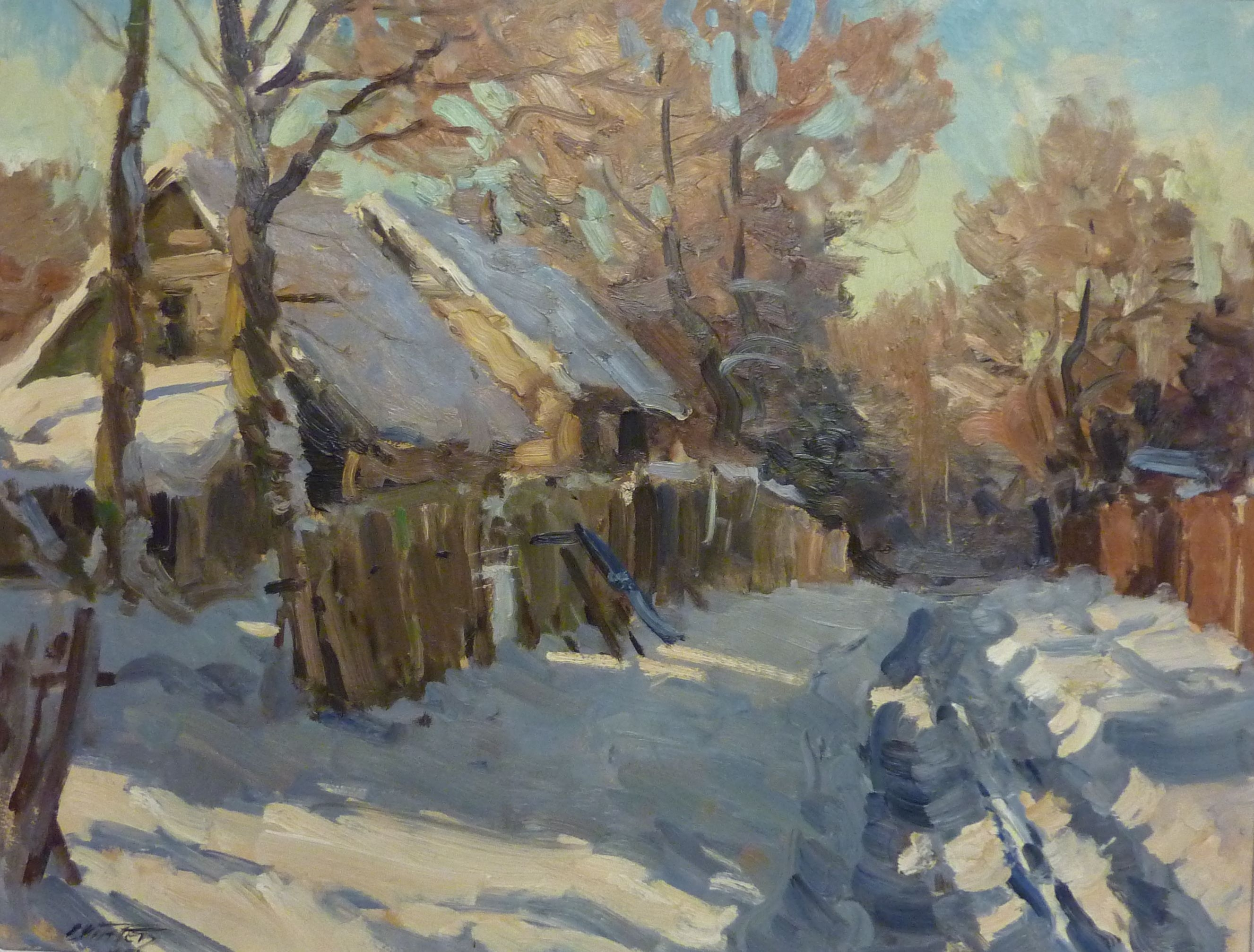
Edgars Vinters, Winter sun in Līči near lake „Juglas ezers“ , 1970 (Hans Joachim Gerber collection)
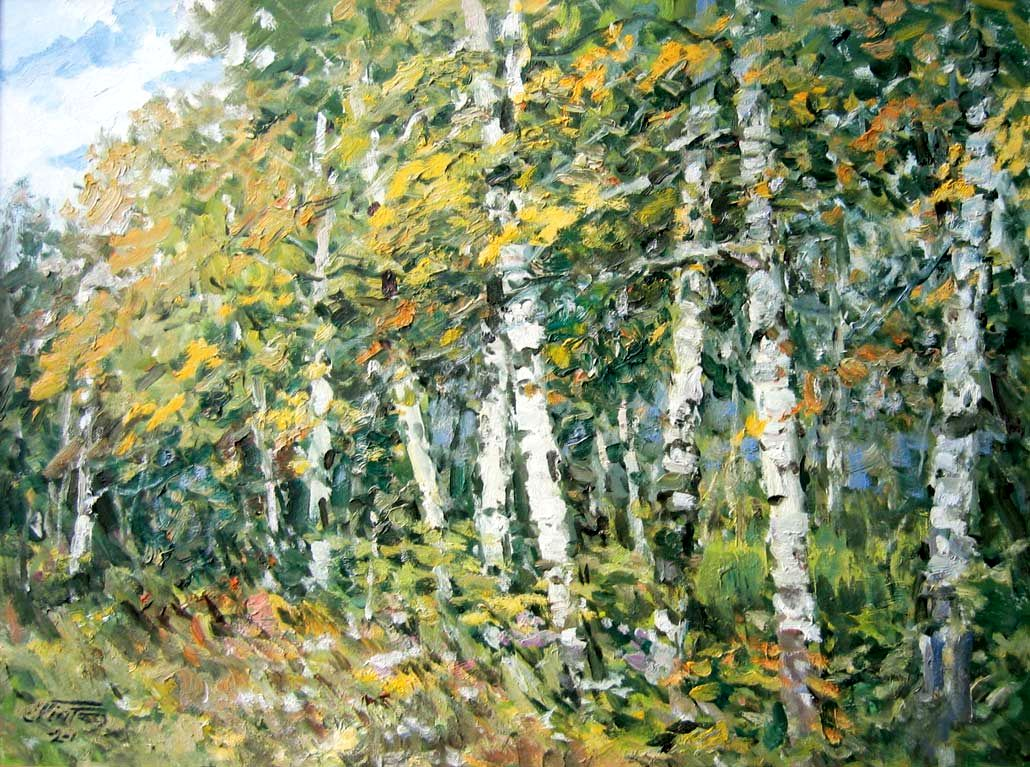
Edgars Vinters, My birch trees in summer, 2001 (Hans Joachim Gerber collection)